# پی.تی. (بازی ویدئویی)
پی. تی. (به انگلیسی: .P.T) یک بازی ویدئویی در سبک وحشت روان‌شناختی و اول شخص است که توسط استودیوی کوجیما پروداکشنز (با نام مستعار استودیویی دیگر "Studio 7780s") توسعه یافته و به‌وسیلهٔ کونامی منتشر شده‌است.
این بازی توسط هیدئو کوجیما و با همکاری گی‌یرمو دل تورو کارگردان سینما طراحی و ساخته شد و در ۱۲ اوت ۲۰۱۴ به عنوان دموی رایگان از طریق شبکه پلی‌استیشن برای کنسول پلی‌استیشن ۴ در دسترس قرار گرفت. به نظر می‌رسد تیزر پی. تی به قسمتی از ابتدای بازی لغو شده سایلنت هیلز می‌پردازد، این بازی قرار بود بخشی از سری سایلنت هیل باشد.
پس از لغو بازی، شرکت کونامی پی.تی. را از فروشگاه پلی‌استیشن پلاس حذف و از دسترس مردم خارج کرد تا فرصتی برای نصب مجدد آن توسط کاربران نباشد، تصمیمی که باعث انتقاد هواداران شد. پس از حذف تیزر، بسیاری از طرفداران سری تلاش بسیاری برای بازسازی و بازیابی این دمو و کشف رازهای آن کردند. پی.تی. به جهت تصویرسازی مناسب پیچیدگی داستان و ایجاد حس ترس و فضای ماوراءالطبیعه مورد تحسین منتقدان قرار گرفت.

## گیم پلی

برخلاف سری بازی‌های سایلنت هیل، شخصیت قابل بازی هیچ ابزاری برای دفاع از خود در برابر روح شروری مثل لیزا (در تصویر) ندارد. طراحی لیزا شبیه دو شخصیت یوره‌ای و اوبومه در فرهنگ سنتی ژاپنی است.

پی.تی. برخلاف دید سوم شخص در بازی‌های سایلنت هیل، از زاویهٔ دید اول شخص بهره می‌برد. داستان بازی روی شخصیت اصلی که بازیکن آن را کنترل می‌کند، متمرکز است، شخصیت اصلی در یک خانه خالی بیدار می‌شود و وقایع ماوراء طبیعی را تجربه می‌کند.
مناطق موجود برای گشت و گذار در خانه شامل یک راهروی L شکل است که دو اتاق در مجاورت آن قرار دارد یک دستشویی، و یک راه پله که به انتهای اتاق منتهی می‌شود است، بدین ترتیب شخصیت اصلی سیری حلقه مانند را طی می‌کند تا روند بازی روبه جلو برود. تنها توانایی‌هایی که شخصیت اصلی می‌تواند از آن استفاده کند راه رفتن و زوم کردن روی اجسام است. برای پیشرفت، شخصیت اصلی باید وقایع ترسناک را تجربه کرده و معماهایی را رمزنگاری کند. هر بار که یک دور را با موفقیت به پایان برسانید، در دفعه بعدی که وارد راهرو می‌شوید تغییراتی در راهرو ایجاد می‌شود. علاوه بر این، شخصیت اصلی با یک روح شرور به نام لیزا در خانه روبرو می‌شود. ممکن است که او با شخصیت اصلی به شکل غافلگیرانه‌ای روبرو شود و دوربین بازی در این حین به شکل ترسناکی تکان می‌خورد و فرد را می‌کشد. شخصیت اصلی پس از مرگ بار دیگر به ابتدای راهرو بازمی‌گردد و بازی را از آنجا آغاز می‌کند.
بعد از اینکه شخصیت اصلی معمای نهایی را حل کرد، یک تریلر نمایش داده می‌شود که معمای نهایی تیزر را فاش می‌کند. در تیزر بازی، عنوان سایلنت هیلز معرفی می‌شود و در انتهای آن صورت شخصیت اصلی یعنی نورمن ریدس معلوم می‌سود.

## داستان
داستان با شخصیت اصلی بدون نام و ناشناسی آغاز می‌شود که در یک اتاق با دیوار بتنی بیدار می‌شود و دری را به یک راهرو متروکه باز می‌کند،  تنها کاری که او فقط می‌تواند انجام دهد راه رفتن در راهرویی است که به‌طور پیوسته ادامه دارد و هر بار که در انتهای راهرو را باز کرده دوباره به مکان اولش بر می‌گردد. اولین باری که وارد راهرو می‌شویم، یک رادیو یک قتل خانوادگی را گزارش می‌کند، که توسط پدر خانواده انجام شده و بعداً رادیو دو مورد دیگر مثل همین مورد را گزارش می‌کند.
در دور دوم اول خبری نیست ولی در بسته‌است بعد صدای کوبیدن در دستشویی می‌آید و در باز می‌شود بعد به راهرو سوم می‌رسیم این بار در اصلی راهرو باز است و از دستشویی دوباره همان صدا می‌آید. ولی اینبار بسیار بلندتر بعد به راهرو چهارم می‌رسیم اینبار در باز است ولی وقتی نزدیک در می‌شویم در بسته می‌شود و در دستشویی نیمه باز می‌شود و وقتی می‌خواهیم در را باز کنیم در بسته می‌شود و با شخصیت منفی که ظاهری زنانه، ترسناک و جن مانند دارد روبرو می‌شویم که لیزا نام دارد. وقتی به داخل دستشویی می‌رویم در دستشویی قفل می‌شود، درآنجا چراغ قوه‌ای را پیدا می‌کنیم و در سینک دستشویی یک جنین نارس را می‌بینیم که در حال گریه کردن است.
به زودی مشخص می‌شود که راه بازشدن در دستشویی نگاه کردن به خود در آیینهٔ دستشویی است، البته سطح آیینه کثیف است و شخصیت اصلی قادر به دیدن خود در آن نمی‌باشد، اما در باز می‌شود. گاهی ممکن است که در راهرو لیزا دیده شود و قابلیت فرار از او وجود داشته باشد و گاهی نیز ممکن است لیزا به‌صورت غافلگیرانه به شخصیت اصلی حمله کند و او را بکشد که پس از مرگ شخصیت اصلی به اتاقی که در ابتدای بازی از آن خارج شدیم بازمی‌گردیم. در این اتاق یک کیسه کاغذی خونین وجود دارد که تکان می‌خورد و با شخصیت اصلی صحبت می‌کند، او یک تجربه اذیت کننده را برای شخصیت اصلی تعریف می‌کند و همان نقل قول را که در ابتدای بازی مشاهده می‌شود بیان می‌کند:
"مراقب باش".
"شکافی توی در است و هر بار که وارد در می‌شوی نظم جهان را به هم می‌ریزی آن دنیایی که تو داری واردش می‌شوی واقعی نیست". "من، تنها خودم هستم اما تو مطمئنی که تنها تو هستی؟"
در دور بعدی که در راهرو می‌گردیم یخچال فریزر را از سقف آویزان می‌بینیم که قطرات خون از آن بیرون می‌ریزد. صدای خفه شدن کودکی که ترسیده و در حال گریه هست را از یخچال که به شدت تکان می‌خورد می‌توان شنید. بعد از اینکه شخصیت اصلی معمای این دور را کامل کرد و وارد دور بعدی شد، یخچال وجود ندارد و رادیو یک پیام را به زبان سوئدی منتشر می‌کند و بعد به یک درام رادیویی درسال ۱۹۳۸ به نام جنگ دنیاها می‌پردازد. در دور بعدی، لامپ‌ها کاملاً قرمز می‌شوند، دید شخصیت اصلی تار می‌شود و به سرعت غیرطبیعی حرکت می‌کند و دیگر در انتهای راهرو در منتهی به راه پله وجود ندارد و یک راهرو پیوسته به‌وجود می‌آید و بعد باید وارد دستشویی بشوید و حفره ای را پیدا کنید و از دستشویی خارج شوید سرانجام، حفره ای در دیوار را کشف می‌کنید و از طریق آن می‌بینید که یک زن در دستشویی در حال کتک خوردن و مرگ است، در همین حال صدایی از رادیو می‌شنوید که می‌گوید: " جامعه درحال از هم پاشیدن است". بعد از اینکه صدای رادیو و کتک خوردن متوقف شد، در حمام خود به خود باز می‌شود و شخصیت اصلی وارد دستشویی می‌شود و جنین نارس به شخصیت اصلی می‌گوید:
"ده ماه قبلتر، یک فرد ناشناس شغل خود را از دست داده و به مصرف الکل رو آورده. سپس همسر وی به عنوان یک صندوقدار پاره وقت برای حمایت مالی از خانواده اش شروع کار کرد، اما مدیر او به او نظر جنسی داشته و این اتفاق باعث سوء ظن همسرش شده و دلیلی برای انگیزهٔ خانواده کشی همسرش شده‌است".
سپس در راهرو تغییراتی ایجاد و سرانجام صدایی می‌شنویم که بارها و بارها تکرار می‌شود «۲۰۴۸۶۳» و دید شخصیت اصلی از حالت عادی خارج می‌شود و بازی یک پیام کرش را نشان می‌دهد. با شروع مجدد بازی، شخصیت اصلی در اتاق بیدار می‌شود و دور بعدی و نهایی را تنها با چراغ قوه به عنوان ابزار ادامه می‌دهد. او قطعات پاره شده عکسی را که در سراسر راهرو پراکنده شده‌اند کشف می‌کند و مجدداً آن را در یک قاب عکس به صورت کامل می‌بیند. پس از کامل شدن تصویر و انجام یکسری از کارها، یک تلفن زنگ می‌خورد و صدای رادیو می‌گوید «شما برگزیده شده‌اید».
در انتها شخصیت اصلی صدای بازشدن قفل در راهرو را می‌شنود و اینبار می‌تواند از ساختمان خارج بشود. در کات سین بعدی، صدای رادیو شنیده می‌شود: «آن‌ها یک خانواده خوب بودند تا اینکه پدر خانواده اعضای خانواده اش را بدون هیچ دلیلی می‌کشد»
او سپس خواسته خودش را ابراز می‌کند قصد بازگشت با «اسباب بازی جدیدش» رو دارد.
در نهایت شخصیت اصلی دیده می‌شود که در یک خیابان متروک در حال قدم زدن است. در انتها تصویر شخصیت اصلی به نمایش در می‌آید که نورمن ریدس است و سپس معمای اصلی تیزر یعنی سایلنت هیلز فاش می‌شود.

## توسعه
کوجیما پروداکشنز از موتور بازی خود، فاکس انجین، برای توسعه پی.تی. استفاده کرد. قصد هیدئو کوجیما هنگام ایجاد پی.تی. ترساندن مردم به روشی منحصر به فرد، و همچنین ارائه یک تیزر تعاملی به جای انتشار تریلرها و تصاویر برای بازی سایلنت هیلز بود.
پی.تی. طوری طراحی شده بود که حل کردن معماهایش حداقل یک هفته طول بکشند و کوجیما در نظر داشت این معماها بسیار سخت و دشوار باشند. علی‌رغم این، چند بازیکن پس از انتشار بازی، ظرف چند ساعت بازی را به پایان رساندند و کوجیما را متعجب کردند. کوجیما همچنین به منظور تأثیر گذاری بیشتر بازی خود، و دشوار کردن آن، در طول بازی سرنخ‌های بسیار کمی به بازیکن می‌دهد و حتی هویت شخصیت قابل کنترل تا انتهای بازی مشخص نمی‌شود. او مکان بازی را به جای یک خرابه داخل یک راهرو تنظیم کرد زیرا در نظر داشت که این تیزر بدون در نظر گرفتن «زمینه فرهنگی» بر روی بازیکن تأثیر بگذارد. کوجیما توضیح داد که پی.تی. و سایلنت هیلز هیچ ارتباط متعارف و مستقیمی با هم ندارند و بازی اصلی از عناصری بهره می‌گیرد که قبلاً در پی.تی. دیده نشده‌اند. هنگام ایجاد بازی، کوجیما از استفاده از خشونت گرافیکی برای ایجاد وحشت خودداری کرد، زیرا احساس کرد بسیاری از بازی‌های ترسناک دیگر از این شیوه استفاده می‌کنند. او می‌خواست یک نوع ترس «اصیل، متفکرانه و نافذ» ایجاد کند.
یک کاربر توانست دوربین درون بازی پی.تی. را هک کند. که نشان می‌داد در بیشتر اوقات بازی، لیزا مستقیماً در پشت بازیکن قرار دارد و در خلاف جهت ما حرکت می‌کند، این کشف باعث شد تا سروصداها و ناله‌های لیزا که در بعضی اوقات در فاصله نزدیک شنیده می‌شود و همچنین سایه لرزان آن که روی زمین می‌افتد توجیه شود.